# 常設国際司法裁判所
常設国際司法裁判所（英語: Permanent Court of International Justice、英語略称:PCIJ、フランス語: Cour permanente de justice internationale、フランス語略称:CPJI、両言語共に正式名）は、1922年に設立された国際連盟における国際司法機関で、国際社会に初めて登場した本格的な常設の司法裁判所である。オランダのハーグにある平和宮に本部を置いていた。1922年から1940年までの期間に裁判を行ったが、処理した事件の件数については38の判決と27の勧告的意見とする説や、21の判決と26の勧告的意見とする説がある。1940年、ナチス・ドイツがオランダに侵攻したのを機に活動を停止し、1946年4月に国際連盟とともに消滅した。国際連合のもとに設立された国際司法裁判所がこれを継承した。

## 歴史

### 創設期
かねてより国際法廷の必要性は長く主張されてきた。1305年にはピエール・デュボア
が、1623年にはエメリック・クルーセが主張している。近年における国際司法の概念は1899年に開催された万国平和会議において提唱された。ここでは国家相互間の仲裁が、紛争を解決するのに最も簡易な手段であるとされ、仲裁のための判事候補者名簿として常設仲裁裁判所が一時的なものとして設置された。1907年に開催された二回目の万国平和会議では、常設仲裁司法裁判所条約（英: convention for a permanent Court of Arbitral Justice
）の草案が起草されたが、判事を選出する手続きについて各国の間で意見の一致が見られず、そのような機構を設置することはできなかった。第一次世界大戦を契機として、多くの識者たちはある種の「世界法廷」と言える組織の必要性を認識することになった。1920年1月に発効した国際連盟規約第14条では、「聯盟理事会ハ、常設国際司法裁判所設置案ヲ作成シ、之ヲ聯盟国ノ採択ニ付スヘシ。」と規定されていた。1920年6月、国際連盟が任命した法律家委員会が、常設的な司法裁判所の規程の草案を作成し、判事任命の具体的指針を示した。このようにして作成された常設国際司法裁判所規程は、1920年12月13日にジュネーヴで採択された。
1922年1月30日、ハーグの平和宮にて裁判所は業務を開始した。最初の開廷期においては裁判手続の策定や職員の任命などの先決的な業務が行われ、9人の裁判官と3人の代理人（アントニオ・サンチェス・デ・ブスタマンテ・イ・シルベン 、ルイ・バルボーザ、王寵恵の3名が出席できなかったため）が出席した。裁判所はベルナルド・ロデルを裁判長、マックス・フーバーを副裁判長に選出し、1ヶ月後に副裁判長はシャルル・アンドレ・ヴェイスに代わった。2月14日、裁判所は公式に開廷し、3月24日に手続規則を定め最初の開廷期を終えた。裁判所が最初に紛争を審理するために開廷したのは6月15日であった。1922年には、裁判所は3つの勧告的意見を下したが、それらはすべてヴェルサイユ条約により設置された国際労働機関に関連したものであった

。
当初、政治家、法曹関係者、あるいは学者の裁判所への評判は良かった。元英国司法長官のアーネスト・ポロックは、「弁護士ではない私たちは、国際的な司法裁判所の設立を、私たちが追求してきた学問の進化の証としてとらえてもよいのではないか？」と述べ、元慶應義塾大学教授で法学者のジョン・ヘンリー・ウィグモアは、裁判所の設立が「すべての法律家に大きな衝撃を与えるだろう」と述べた。また元ハーバード大学教授で同じく法学者のジェイムス・ブラウン・スコットは、「私たちの世代が夢見ていたことの一つが、私たちが生きているうちに実現した。」と述べた。アメリカ合衆国が裁判所規程の当事国となっていなかったにもかかわらずアメリカ人判事を任命したこともまた、大きな賞賛を集めた。この時点では多くの者はアメリカが近い将来当事国となるであろうと考えていた。

### 判例の増加と米国参加への試み
米国連邦最高裁判所のように、開廷後しばらくの間訴訟が持ち込まれないのではないか、という危惧を持つ者もいたが、常設国際司法裁判所の業務は次第に増加していった。当時は判決（英: judgment）のことを"cases"、勧告的意見（英: advisory opinion）のことを"questions"と表現していた点で現在とは異なるが、裁判所には1922年から1923年の間に9事例の訴訟が持ち込まれた。そのうち3事例が前述のように最初の第一開廷期において処理され、1923年1月8日から2月7日の特別開廷期において1事例（「チュニスとモロッコの国籍法令事件」

）、6月15日から9月15日にかけての第二開廷期において4事例（「東部カレリアの地位事件」

、「ウィンブルドン号事件」

、「ポーランドにおけるドイツ系農民事件」

、「ポーランド国籍取得事件」

）、11月12日から12月6日の第二特別開廷期において1事例（「Jaworzina事件」

）が処理された。1923年3月1日、ルイ・バルボーザはいずれの裁判にも参加することなく死亡し、後継にエピタシオ・ペソアが選出された。
翌1924年には、裁判所に持ち込まれた事件は2事例の判決（「マブロマチスのパレスタイン・コンセッション事件」

、「ヌイイ条約の解釈事件」

）と1事例の勧告的意見（「Saint-Naoum僧院事件」

）に減少した。また同年、任期が3年と決められていた裁判長と副裁判長の改選が行われた。9月4日に行われた選挙では、シャルル・アンドレ・ヴェイスが再度副裁判長に選出され、二代目裁判長にはマックス・フーバーが選ばれた。同時に判事の年金制度も考案され、判事は退官後、あるいは65歳になると毎年受け取っていた年俸の30分の1を受け取れることになった。
1925年、裁判所は210日間開廷し、通常開廷期に加えて4度の特別開廷期に3事例の判決と4事例の勧告的意見が下された。最初の判決は「トルコとギリシャの人口交換事件」

で、「ヌイイ条約の解釈事件判決の解釈事件」

がこれに続き、さらに「マブロマチスのエルサレム・コンセッション事件」

と判決が続いた。同年に下された勧告的意見は、「ダンチッヒにおけるポーランドの郵便事務事件」

、「総大司教追放事件」

、「ローザンヌ条約解釈事件」

、「上部シレジアのドイツ人権益事件」

の4事例であった。1926年になると裁判所に持ち込まれる事件の数は減少し、通常開廷期と特別開廷期が、それぞれ一度だけ開かれた。この年は11人の判事全員が初めて裁判に出席した年であった。裁判所は判決を1事例、勧告的意見を1事例下した。「上部シレジアのドイツ人権益事件」

を再び審理したが、このときは勧告的意見と言うよりも判決に近い形であった。そして前述の国際労働機関についての勧告的意見が、この年ひとつの判例

に統合された。
1927年は、前年と比べると裁判所の業務は増加した。6月15日から12月16日まで継続的に開廷し、「ベルギー・中国1865年条約破棄事件」

、「ホルジョウ工場事件」

「ローチュス号事件」

に関する判決と、1925年から引き続く「マブロマチスのエルサレム・コンセッション事件」

の判決が下された。勧告的意見は4事例下され、そのうち3事例が「ダニューブ河ヨーロッパ委員会の権能に関する事件」

についてのもので、もうひとつは「ダンチッヒ裁判所の権能に関する事件」

であった。また、「上部シレジアのドイツ人権益事件」

に関して4度命令が下された。この年には選挙も行われ、ディオニシオ・アンジロッティが裁判長、シャルル・アンドレ・ヴェイスが副裁判長に選出された。1928年、副裁判長のヴェイスが死亡し、ジョン・バセット・ムーアが退職したため、9月12日、マックス・フーバーが後継の副裁判長に選出された。また、この年には判事のロバート・フィンレイも死亡したため、裁判所は人員不足に陥った。1929年9月19日、ムーアとフィンレイの欠員を補うための選挙が実施され、アンリ・フロマジョーとセシル・ハーストが選出された。
1930年9月には選挙がおこなわれ、裁判所は改選された。1931年1月16日、安達峰一郎が裁判長に、ホセ・グスタボ・ゲレーロが副裁判長に任命された。アメリカ合衆国もついに裁判所の管轄権を認めることとなった。1923年からアメリカの参加を主張していたウォレン・ハーディングの主導で、3つの裁判所の議定書に署名が行われた。しかし1930年21月10日、アメリカ合衆国上院に条約の批准案が提出されたが、「差し迫った国内問題」を理由に、批准は延期された。

### 国際的緊張と裁判所の消滅
1933年、裁判所の業務は再び増加し、通算で20番目の判例（「東部グリーンランド事件」

）を下した。しかしこの時期になると国際的緊張は次第に増していき、1935年には日本とドイツが国際連盟から正式に脱退することとなった。両国は国際連盟規約とは別に裁判所の管轄を受け入れる旨の議定書（裁判所規程第36条に基づく）を批准していたため、これらの脱退が裁判所に直接的な悪影響を及ぼすことはなかったが、それでも諸国は裁判所に事件の審理を付託することをためらうようになった。ドイツが裁判所に係属中の2つの事件取り下げたことは象徴的な事例である。裁判所の元判事でハーバード大学元教授のマンレー・オットマー・ハドソンが言うには、裁判所の開設から13年目となる1934年は「その数字にまつわる習慣にならうかのように」、諸国は日に日に増す国際的な緊張に関心を持つようになり裁判所に持ち込まれる事件は少なくなっていった。その後1937年にはモナコによる裁判所議定書の受諾というニュースがあったものの、1935年から1939年にかけて、裁判所の業務が少ない期間が続いた。1940年にはこうした国際情勢のため、裁判所の業務は1月19日と26日に下された命令

だけであった。ドイツが裁判所のあったオランダを占領すると、裁判所は裁判所としての業務を行うことができなくなった。しばらくは裁判所各職員は外交特権を享受することができたが、外交特権が許容されなくなると知ると、在オランダ外国大使館員がオランダを脱出した後、7月16日に裁判長以下各職員もオランダからスイスに移動した。
1941年から1944年にかけて、裁判所は開廷することができなくなった。裁判所の制度はそのままの形で残されたが、後に解体されることになる。1943年、「常設国際司法裁判所問題」を話し合うためのパネルが設置され、同年3月20日から1944年1月10日まで会合が行われた。パネルでは、裁判所の名前・機能は残されるべきとされたが、現状の裁判所を維持するよりも新しい裁判所を将来設置すべきと結論された。1944年8月21日から10月7日にかけて行われたダンバートン・オークス会議において、常設国際司法裁判所の立場を継承する国際連合の司法機関としての国際法廷が新たに創設されることとなった。こうした会議の結果、1945年10月に常設国際司法裁判所の判事はすべて公式に退職することとなり、1946年4月19日、連盟解散決議に従い国際連盟が解散したことに伴い裁判所は消滅し、国際司法裁判所（ICJ）に継承されることとなった。

## 歴代裁判所所長
| 歴代裁判長一覧 |                                          |        |        |                |
| #              | 氏名                                     | 着任年 | 退任年 | 国籍           |
| 1              | ベルナルド・ロデル (1849−1935)           | 1921   | 1924   | オランダ       |
| 2              | マックス・フーバー (1874−1960)           | 1925   | 1927   | スイス         |
| 3              | ディオニシオ・アンジロッティ (1867−1950) | 1928   | 1930   | イタリア       |
| 4              | 安達峰一郎 (1870−1934)                   | 1931   | 1934   | 日本           |
| 5              | セシル・ハースト (1870−1963)             | 1934   | 1936   | イギリス       |
| 6              | ホセ・グスタボ・ゲレーロ (1876−1958)     | 1937   | 1945   | エルサルバドル |

## 判例
本文中に記述のある判例の一覧を"Series"ごとに挙げる。リンク先（ICJ公式HP、英文）では各"Series"に属する全判例の裁判記録（PCIJ作成、PDF形式でICJが発表）を見ることができる。
- PCIJ Series A

1. ↑  
S.S. "Wimbledon", PCIJ Series A, No.01
2. ↑  
Mavrommatis Palestine Concessions, PCIJ Series A, No.02
3. ↑  
Treaty of Neuilly‚ Article 179‚ Annex‚ Paragraph 4 (Interpretation), PCIJ Series A, No.03
4. ↑  
Interpretation of Judgment No.3, PCIJ Series A, No.04
5. 1 2  
Mavrommatis Jerusalem Concessions, PCIJ Series A, No.05
6. 1 2 3  
Certain German Interests in Polish Upper Silesia, PCIJ Series A, No.07
7. ↑  
Denunciation of the Treaty of 2 November 1865 between China and Belgium, PCIJ Series A, No.18
8. ↑  
Factory at Chorzów, PCIJ Series A, No.17,19
9. ↑  
Lotus, PCIJ Series A, No.10

- PCIJ Series B

1. ↑  
Designation of the Workers' Delegate for the Netherlands at the Third Session of the International Labour Conference, PCIJ Series B, No.01
2. ↑  
Competence of the ILO in regard to International Regulation of the Conditions of the Labour of Persons Employed in Agriculture, PCIJ Series B, No.02
3. ↑  
Competence of the ILO to Examine Proposal for the Organization and Development of the Methods of Agricultural Production, PCIJ Series B, No.03
4. ↑  
Nationality Decrees Issued in Tunis and Morocco, PCIJ Series B, No.04
5. ↑  
Status of Eastern Carelia, PCIJ Series B, No.05
6. ↑  
German Settlers in Poland, PCIJ Series B, No.06
7. ↑  
Acquisition of Polish Nationality, PCIJ Series B, No.07
8. ↑  
Jaworzina, PCIJ Series B, No.08
9. ↑  
Monastery of Saint-Naoum, PCIJ Series B, No.09
10. ↑  
Exchange of Greek and Turkish Populations, PCIJ Series B, No.10
11. ↑  
Polish Postal Service in Danzig, PCIJ Series B, No.11
12. ↑  
Interpretation of Article 3‚ Paragraph 2‚ of the Treaty of Lausanne, PCIJ Series B, No.12
13. ↑  
Jurisdiction of the European Commission of the Danube, PCIJ Seris B, No.14
14. ↑  
Jurisdiction of the Courts of Danzig, PCIJ Series B, No.15

- PCIJ Series A/B

1. ↑  
Legal Status of Eastern Greenland, Series A/B, No.53
2. ↑  
Electricity Company of Sofia and Bulgaria, Series A/B, No.80

- PCIJ Series C

1. ↑  
Expulsion of the oecumenical patriarch, PCIJ Series C, No.09/2
2. ↑  
Competence of the International Labour Organization / Designation of the workers' delegate for The Netherlands at the third session of the Internationale Labour Conference / First Ordinary Session, PCIJ Series C, No.01